# Список послов СССР и России в Ботсване
В статье представлен список послов СССР и России в Ботсване.
- 6 марта 1970 года — установление дипломатических отношений на уровне посольств.

## Список послов
| Срок полномочий                      | Посол                        | Годы жизни | Вручение верительных грамот | Комментарии         |
| ------------------------------------ | ---------------------------- | ---------- | --------------------------- | ------------------- |
| СССР                                 |                              |            |                             |                     |
| 16 сентября 1970 — 23 июня 1976      | Дмитрий Захарович Белоколос  | 1912—1993  | 23 ноября 1970              | По совместительству |
| 21 декабря 1977 — 5 апреля 1985      | Михаил Николаевич Петров     | род. 1923  | 7 февраля 1978              |                     |
| 5 апреля 1985 — 10 августа 1990      | Виктор Георгиевич Кривда     | род. 1929  |                             |                     |
| 10 августа 1990 — 25 декабря 1991    | Борис Рубенович Асоян        | 1945—1992  |                             |                     |
| Российская Федерация                 |                              |            |                             |                     |
| 25 декабря 1991 — декабрь 1992       | Борис Рубенович Асоян        | 1945—1992  |                             |                     |
| 24 ноября 1993 — 19 ноября 1998      | Владимир Владимирович Юхин   | род. 1945  |                             |                     |
| 19 ноября 1998 — 29 сентября 2003    | Валерий Алексеевич Калугин   | 1938—2006  |                             |                     |
| 29 сентября 2003 — 29 февраля 2008   | Игорь Семёнович Лякин-Фролов | род. 1948  |                             |                     |
| 29 февраля 2008 — 6 августа 2014     | Анатолий Николаевич Корсун   | род. 1947  |                             |                     |
| 6 августа 2014 — 28 октября 2020     | Виктор Иванович Сибилев      | род. 1955  | 29 сентября 2014            |                     |
| 28 октября 2020 — по настоящее время | Андрей Вадимович Кемарский   | род. 1955  | 7 мая 2021                  |                     |